# Joan Frederik Nilant
Joan Frederik Nilant (Deventer, 16 september 1680 - 19 januari 1750) was een Nederlands filoloog.
Nilant was in Deventer tot 1673 langdurig invloedrijk regentengeslacht. Joan Frederik was geboren op 16 september 1680 in Deventer.
In 1703 verdedigde hij zijn proefschrift aan de Universiteit van Leiden over de wet van Julius op overspel (lat. Ad Legem Juliam Adulteriis Coercendis). Vanaf 1712 doceerde hij aan het gymnasium in Lingen en was daarna rechter in Almelo.
Hij is vooral bekend als de uitgever van de zogenaamde "Nilant Romulus" (Latijnse Fabulae antiquae ex Phaedro fere servatis ejusque verbis desumtae et soluta oratione expositae; 1709) - een verzameling laat-Latijnse fabels, gewoonlijk "Romulus" genoemd, in de 11e-eeuwse uitgave.